# Лоренс Дејл Бел
Лоренс Дејл Лери Бел (енгл. Lawrence Dale "Larry" Bell; Ментон, 5. април 1894 — Буфало, 20. октобар 1956) је био значајан амерички пионир у раној фази авијације, индустријалиста и оснивач компаније за производњу летелица (енгл. Bell Aircraft Corporation).

## Биографија
Рођен је 5. априла 1894. у Ментону, где је живео до 1907. када се његова породица преселила у Санта Монику. Придружио се свом старијем брату Гроверу и каскадерском пилоту Линколну Бичију као механичар 1912. Брат му је, следеће године, погинуо у авионској несрећи када се заклео да ће заувек напустити авијацију. Међутим, отишао је да ради за The Martin Company након што су га пријатељи убедили да се врати у индустрију. Са двадесет година је постао надзорник, а касније и генерални директор компаније желећи да постане партнер. Оженио се 17. јула 1915, у браку је остао тридесет и три године без деце.
Напустио је The Martin Company 1928. године да би се придружио компанији Consolidated Aircraft у Буфалу и на крају постао потпредседник и генерални директор. Када се компанија преселила у Сан Дијего остао је у Бафалу и основао сопствену компанију Bell Aircraft Corporation са педесет и шест запослених 10. јула 1935. На турнеји коју је спонзорисала влада у Немачкој са четрдесет и четири друга индустријалца 1938. видео је хеликоптер Focke-Wulf Fw 61 чији је изглед користио за своју фабрику на Нијагариним водопадима. Bell Aircraft је направио борбене авионе Бел P-39 еракобра и Бел P-63 током Другог светског рата. Бел P-39 еракобра био је први амерички авион на млазни погон. После рата компанија је произвела Бел X-1, први авион који је пробио звучну баријеру у равном лету. Компанија је почела да развија хеликоптере 1941. године, а Бел 30 је први пут полетео 1943. Овај модел је еволуирао у Бел 47, први хеликоптер који је сертификован за цивилну употребу. Модел 47 доживео је светски успех, са преко 5600 произведених, који су посебно служили у Корејском рату и у безбројним цивилним улогама. Белово највеће трајно наслеђе је UH-1 Iroquois, са преко 16.000 произведених, напредних верзија од којих су остале у производњи. Huey је трансформисао авијацију америчке војске током Вијетнамског рата и постао један од најпрепознатљивијих авиона у историји.
За своју улогу у првом надзвучном лету X-1, поделио је трофеј Колиер из 1947. са пилотом Чаком Јегером и Џоном Стеком, научником у Националном саветодавном комитету за аеронаутику (данас Наса). Одликован је медаљом Данијела Гугенхајма, Друштва аутомобилских инжењера 1944. године. Примљен је у јоршки обред масонерије, а касније је добио највиши степен Великог мајстора. 
Преминуо је 20. октобра 1956. у Буфалу. Постхумно је уврштен у Националну кућу славних ваздухопловства 1977, Кућу славних војног ваздухопловства 1986. и Међународну кућу славних ваздухопловства 2004.